# Alain Georges Leduc
Pour les articles homonymes, voir Leduc.
 (mars 2013).
Œuvres principales
- Roger Vailland (1907-1965), un homme encombrant
- Les Chevaliers de Rocourt
- La Clef de Berne
- Le Grand Diable Mammon d'Argent

Compléments
- Membre de l'Association internationale des critiques d'art
- Membre de l'Association internationale des sociologues de langue française

Alain Georges Leduc (né à Paris le 19 mai 1951) est un écrivain et critique d’art français signant ses ouvrages Alain (Georges) Leduc – son patronyme étant Alain Leduc. Anthropologue de formation, il s'est consacré par la suite à l'enseignement et fut, jusqu'à fin 2015, professeur à l’École supérieure d’art de Metz, où il enseigne des pratiques littéraires et éditoriales, ainsi que l’analyse des formes. De ce fait, il participe encore à de nombreux colloques ou séminaires universitaires.

## Biographie
Originaire d’une famille du Nord de la France dans le Cambrésis, Alain (Georges) Leduc a publié une trentaine d'ouvrages (recueils de poésie, essais, nouvelles et romans). Il vit à Paris mais réside fréquemment au Mans, où il anime un café littéraire mensuel, et à Collioure, où il se livre à des recherches sur les réfugiés espagnols républicains.
Membre de l'AICA, l'Association internationale des critiques d'art, et également membre de l'AISLF, l'Association internationale des sociologues de langue française, son premier roman, Le Grand Diable Mammon d'Argent, a tout d'abord été publié en feuilleton dans le quotidien régional Liberté.
Il a obtenu le prix Roger-Vailland, en 1991, pour son second roman, Les Chevaliers de Rocourt, puis a publié La Grande Nuit et Calais, ville ouverte, respectivement édités chez Syros, en 1993, avec des photographies d'André Lejarre et une maquette d’Alex Jordan (Grapus) ; puis chez France Découvertes/Collectivités, en 1996, avec des photographies de François Van Heems.
Autres romans publiés ces dernières années : La Clef de Berne (1998), qui se déroule dans le milieu des cheminots du Nord de la France et Dans la mélasse (2000), un policier qui se situe dans l’univers des betteraviers du Hainaut/Cambrésis. Un nouveau roman (« plus érotologique qu’érotique », selon le psychanalyste Alain Goubron), Vanina Hesse, est paru d’abord en recueil aux éditions Le Temps des Cerises, puis reparu en 2004 à l’Atelier des Brisants. Il a publié en 2007 un ouvrage consacré à Roger Vailland – Roger Vailland, un homme encombrant – et participe avec Christian Petr, René Ballet, Marie-Noël Rio ou Jean Sénégas à l'association des Amis de Roger Vailland. Avec Élizabeth Legros, il a créé et dirige le site internet de Roger Vailland.
L’ouvrage consacré au peintre Paul Gauguin, mort cent ans plus tôt (Résolument moderne, Gauguin céramiste) est paru en mars 2004. Il a également publié des articles et des ouvrages sur les arts plastiques contemporains, en particulier des monographies consacrées au peintre norvégien Kjell Pahr-Iversen en 2004 (traduction en anglais nord-américain), aux peintres Guiboyer et Cristian Sida ou aux peintres-plasticiennes et sculpteurs Odile Levigoureux et Céleste Bollack.
Alain (Georges) Leduc est aussi l’auteur d’un essai sur la présence de signes fascistes, racistes, sexistes et eugénistes dans l’art contemporain, Art morbide ? Morbid art (édité au Temps des Cerises puis réédité en poche en septembre 2007 aux éditions Delga, Paris). Membre de la Société Octave Mirbeau, il a participé à divers ouvrages à l'occasion du centenaire du décès de cet auteur (†1917).

## Publications

### Recueils de poésie
- Écorces, éd. Succion, Toulouse, 1975.
- Cobalt, éd. Quetzalcoatl, Liège, 1977. Avec deux fusains d'Eugène Dodeigne.
- Séracs, éd. du Castor Astral, Talence, 1978. Avec trois collages de Daniel Patin.
- Torses, éd. Gambrinus, Proville, 1980. Avec douze photographies de Clotaire Deheul et de Jean-Michel Dorne.
- Alors, lent, le cartulaire..., éd. Strass polymorphe, Lille, 1984. Avec une empreinte de Marie Thomas.
- Langues et langages pour un silence, éd. Althéa, Lille, 1984 (en collaboration avec Xavier Amoudru), sur l'œuvre de Pierre Rousseille. 347 reproductions dont 157 quadrichromies. Préface d'Eugène Ionesco.
- Miscellanées, Chez l'auteur, Paris, 1986. Avec une sérigraphie de Michel Karpowicz.
- Les 13 meurtrières, éd. 10X13, Salesches (Nord), 1988. Tirage H.C. Avec deux dessins de Roger Frézin.
- Les olives sucrées du Yang-tsé-Kiang, éd. Ecbolade, 1989.
- Arums, éd. Gambrinus, 1989.
- Géorgie, Georgie. Éditions du Faisan doré, 1992. Postface de Raymond Perrot. Avec des collages de Yolaine Carlier (livre de bibliophilie).
- Géodes. 1997. Avec le peintre Albert Chaminade (livre de bibliophilie).
- Portraits de pierre. 1999. Avec le peintre Jacques Brianti (livre de bibliophilie).
- Les Oléandres. 2000. Avec le peintre Balbino Giner (livre de bibliophilie). Texte italien en regard, traduction de Bruno Rombi.

### Nouvelles
- Billonneux, Westhœck-éditions des Beffrois, 1983.
- La salle de bal, in Europe, no 720, avril 1989.

### Essais, monographies
- Les Anges de mélancolie. Éditions des Amis de l'Orgue baroque d'Arleux-du-Nord, Arleux, 1985 (en collaboration avec André Simon). Avec quarante-cinq photographies de Clotaire Deheul et de Christine Van Hauwaert.
- Liberté de presse. Musée de poche, Escaudœuvres/Haulchin, 1995.
- Les mots de la peinture. Éd. Belin, Paris, 2002. Coll. Le français retrouvé (dictionnaire de terminologie artistique).
- Kjell Pahr-Iversen. Éd. Fragments, Paris, mars 2004. Monographie du peintre norvégien proche du mouvement Cobra, publiée dans le cadre de son exposition au Conseil de l’Europe, à Strasbourg. Traduction en anglais nord-américain.
- Résolument moderne, Gauguin céramiste, E.C. éditions, mars 2004, avec une post-face de Raymond Perrot  (ISBN 978-2-911105-52-4)
- Art morbide ? Morbid art. Éd. Le Temps des Cerises, Paris. Réédité en poche en septembre 2007 aux éditions Delga, Paris.
- Roger Vailland (1907-1965), un homme encombrant. Éditions de L'Harmattan, Paris, novembre 2008.
- Jean Lafforgue, Alain Georges Leduc, Photographie 	Michel Dieuzaide, Éditeur Cadratins, 04/2001,  (ISBN 978-2-910451-14-1)
- Céleste Bollack, Alain Georges Leduc, Éditeur Atelier Des Brisants, 12/2007,  (ISBN 978-2-84623-094-0)
- Guiboyer, Alain Leduc, Sylvio Brianti, Éditions Atlantica, 10/2009, Illustration Michel Dieuzaide, 118 pages,  (ISBN 978-2-7588-0280-8)

La vie artistique du peintre Gui Boyer.

### Portraits de villes
- Seclin, éd. Messidor, Paris, 1990.
- Calais, ville ouverte, éd. France Découvertes Collectivités, 1996.
- Méricourt, les Saisons, éd. La Dispute, Paris, 1999.
- Flâneries vitriotes (Vitry-sur-Seine, portrait), éd. Comm’édit, 2000.

### Reportages, enquêtes
Le travail humain - cycle de six volets, en cours :
- Tunnel-Channel (Sur le “ Chantier du siècle ” - éd. Printemps Culturel du Valenciennois, Douchy-les-Mines, 1992).
- La grande Nuit (Sur le travail de nuit en France - éd. Syros, Paris, 1993).
- Le Livre (Sur les professions du papier et de la presse - Esthétique-Cahiers, Paris, 1994).

### Articles parus sur le site Roger-Vailland.com
- La mise à nu du réel, 2006
- Roger Vailland et la fabrique de la peinture, 2006 Voir l'article : Roger Vailland et la fabrique de la peinture
- Apport de Roger Vailland, 2006
- Point d’ironie, 2006
- Commémorer : Ici, ailleurs, autrement, avril 2007
- Irrécupérable !, 2008
- L’ère du rutabaga…, octobre 2008
- Roger Vailland, un écrivain encombrant ?, 2008 — Commentaire de Marc Le Monnier sur ce livre) - Dialogue avec Marc Le Monnier
- Le capitalisme, tel que l’éternité le fige, 2009
- Les jours heureux, 16 juin 2010

### Romans
- Le Grand Diable Mammon d'Argent, éd. Messidor, 1989.
- Les Chevaliers de Rocourt, Éditions Messidor, 1991. Prix Roger-Vailland 1991.
- La Clef de Berne, Éditions France Découvertes Collectivités, 1998.
- Dans la mélasse, Éditions Liberté-Hebdo/Sepecn, 2000.
- Vanina Hesse, Éditions Le Temps des Cerises, 2002. In recueil Corps à corps. Repris à l’Atelier des Brisants, en septembre 2004.
- Et nous voilà ce soir, Éditions Atelier des Brisants, novembre 2004. Réédité sous une nouvelle couverture en octobre 2005.